# Pretty Maids (EP)
Pretty Maids è il primo EP dei Pretty Maids, uscito nel 1983 per l'Etichetta discografica Bullet Records.

## Tracce
1. City Lights – 3:44
2. Fantasy – 5:39
3. Shelly the Maid – 3:42
4. Bad Boys – 4:12
5. Children of Tomorrow – 4:34
6. Nowhere to Run – 2:52

## Formazione
- Ronnie Atkins – voce
- Ken Hammer – chitarra
- Pete Collins – chitarra
- John Darrow – basso
- Phil Moorheed – batteria
- Alan Owen – tastiere